# Wladyslaw Tretjak
Wladyslaw Wassyljowytsch Tretjak (ukrainisch Владислав Васильович Третяк; * 21. Februar 1980 in Kiew, Ukrainische SSR) ist ein ehemaliger ukrainischer Säbelfechter.

## Erfolge
Bei den Olympischen Spielen 2004 in Athen gewann Tretjak im Einzelwettbewerb die Bronzemedaille. Mit der Mannschaft belegte er den sechsten Rang. Mit dieser war er bei Weltmeisterschaften erfolgreicher: bereits 2003 gewann er in Havanna mit ihr Bronze, 2006 in Turin wurde er mit der ukrainischen Equipe Vizeweltmeister. Bei den Europameisterschaften 2004 in Kopenhagen gewann er mit der Mannschaft eine weitere Bronzemedaille.